# Tenebrio
Tenebrio es un género de escarabajos de la familia Tenebrionidae.
 Fue descrito por Carlos Linneo en 1758.
Está distribuido por todo el mundo, especialmente en zonas templadas. Ha sido introducido fuera de su distribución natural en muchas regiones. Su hábitat natural son huecos de árboles, pero se lo encuentra asociado a los humanos, en edificios y lugares de almacenaje de alimentos.

## Características
Los adultos miden de 12 a 18 mm y pueden vivir uno o dos años. Las larvas pueden ser plagas, pero también son usadas como alimento para animales caseros, como aves, lagartijas, etc.

## Especies
El género contiene las siguientes especies, de las cuales todas excepto Tenebrio punctipennis, se encuentran en Francia:
- Tenebrio punctipennis

Se conocen cuatro especies fósiles de Alemania y Canadá:
- Tenebrio largo
- tenebrio corto
- tenebrio casco militar ,trompa de elefante